# Mirosława Szark-Eckardt
Mirosława Teresa Szark-Eckardt – polska teoretyczka wychowania fizycznego, prorektor Uniwersytetu Kazimierza Wielkiego w Bydgoszczy.

## Życiorys
Ukończyła studia w zakresie pedagogiki w Wyższej Szkole Pedagogicznej w Bydgoszczy (1995) oraz w zakresie wychowania fizycznego na Akademii Wychowania Fizycznego i Sportu w Gdańsku (1997). W 2001 obroniła na AWFiS w Gdańsku napisaną pod kierunkiem Janusza Czerwińskiego rozprawę Dynamika rozwoju fizycznego i motorycznego a osiągnięcia szkolne dzieci bydgoskich, na podstawie której uzyskała stopień doktora nauk o kulturze fizycznej, dyscyplina kultura fizyczna, specjalność teoria wychowania fizycznego. W 2020 na Akademii Wychowania Fizycznego w Krakowie uzyskała stopień doktor habilitowanej nauk medycznych i nauk o zdrowiu, przedstawiwszy dzieło Wybrane predyspozycje studentów wychowania fizycznego przygotowujących się do zawodu nauczyciela.
Od 2005 związana zawodowo z Uniwersytetem Kazimierza Wielkiego w Bydgoszczy, gdzie pracuje na stanowisku profesora uczelni. Kierowniczka Zakładu Dydaktyki Wydziału Nauk o Zdrowiu i Kulturze Fizycznej UKW. Prodziekan ds. kształcenia WNoZiKF w latach 2022–2024. Prorektor UKW ds. studenckich i jakości kształcenia w kadencji 2024–2028.
W 2015 została odznaczona przez prezydenta Bronisława Komorowskiego Srebrnym Krzyżem Zasługi.